# Clyomys
Clyomys — рід гризунів родини щетинцевих, який налічує два види, що мешкають в напівсухих місцях проживання в Бразилії та в Парагваї.

## Систематика
- Рід Clyomys
  - Вид Clyomys laticeps (у т. ч. Clyomys bishopi)
  - Вид † Clyomys riograndensis